# Bernd Lüttgerding
Bernd Lüttgerding (* 28. Mai 1973 in Peine) ist ein deutscher Schriftsteller und Lyriker.

## Leben
Lüttgerding wuchs in Peine auf und studierte in Greifswald und Bremen, seit 2008 lebt er in Belgien. Er schreibt Lyrik, Prosa und Essays; daneben beschäftigt er sich mit Malerei. So illustrierte er unter anderem seinen Gedichtband Der rote Fuchs und entwarf die Zeichnungen für das Cover und den Buchtrailer seines Romans Gesang vor Türen.

## Werk
Seit 2014 publiziert Lüttgerding Gedichte, Erzählungen und Essays in Anthologien und Literaturzeitschriften wie Wortschau, Sachen mit Wörtern und Abwärts!.
Seine Sprache wird als außermodisch bezeichnet.
In Lüttgerdings Gedichten fällt ein Bewusstsein für antike und klassische Metrik auf. Seine Themen sind gegenwartsbezogen, wirken aber wie aus großer persönlicher Distanz behandelt.
Sein Roman Gesang vor Türen, in dem unter anderem eine Auseinandersetzung mit dem Werk des Dichters Franz von Sonnenberg beschrieben wird, bietet „versiert geschilderte Gedankenspiele, die mit allen Möglichkeiten des Scheiterns einhergehen.“ Lüttgerdings Prosa ist dicht, beschreibungs- und anspielungsreich; sie macht sowohl Einflüsse der klassischen deutschen Literatur als auch der Avantgarde spürbar.

## Werke

### Lyrik
- Stäubungen. Gedichte. parasitenpresse, Köln 2017.
- Der rote Fuchs. Gedichte. parasitenpresse, Köln 2019, ISBN 978-3-947676-39-2.

### Prosa
- "Ida und die anderen" in: *innen – Frauengeschichten, Anthologie. VHV, Berlin 2019, ISBN 978-3-948574-00-0.
- Gesang vor Türen. Roman. duotincta, Berlin 2020, ISBN 978-3-946086-58-1.